# Austin-Healey Sprite

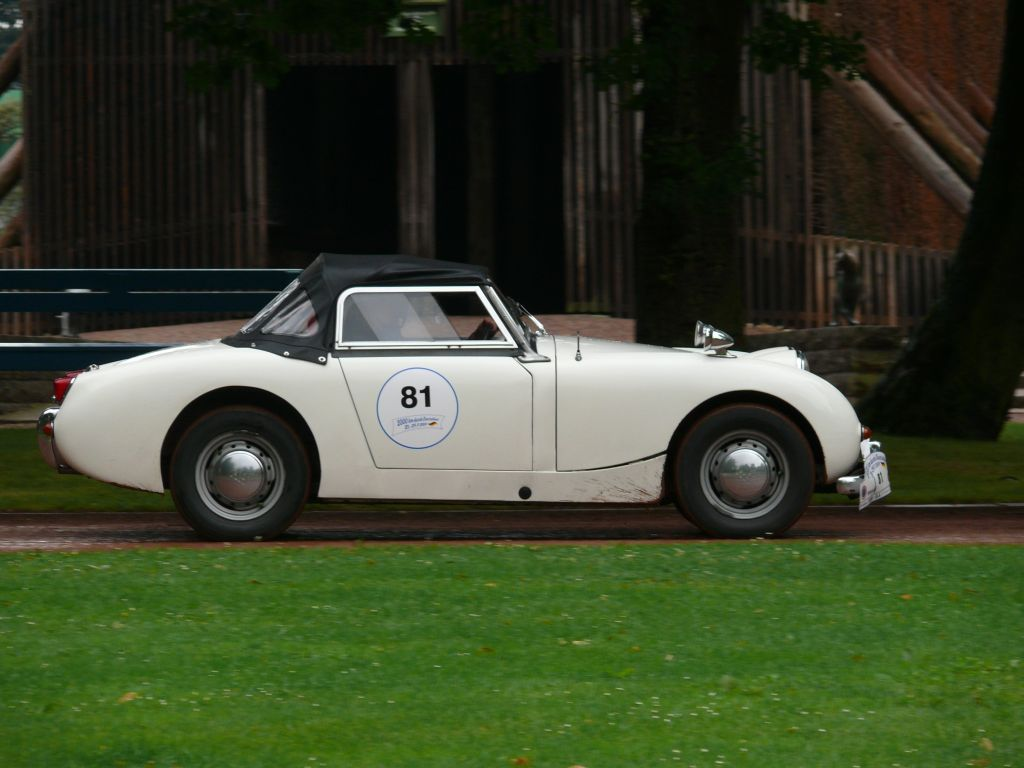
Austin-Healey MkI

Austin-Healey Sprite je roadster vyráběný britskou automobilkou Austin-Healey.
Model Sprite byl představen v roce 1958 společností British Motor Corporation a do roku 1971 byl vyráběn ve čtyřech modelových sériích. V tomto období vzniklo celkem 129 347 kusů. Autorem designu vozu byl Donald Mitchell Healey. Mnoho součástí bylo převzato z dalších modelů.
Austin-Healey Sprite se zřejmě nejvíce proslavil tvary karoserie. Mezi jeho konkurenty patřily vozy Triumph nebo Honda S800.
Malý sportovní automobil, mladší bratr slavného modelu 3000Z se díky široce rozevřené mřížce chladiče a vystouplým světlometům získal přezdívku „Žabí oko“. Světlomety byly kompromisem, protože Donald Healey chtěl plnohodnotná vysunovací světla. Toto řešení se ale zdálo příliš nákladné a tak vznikl jedinečný design, který si získal mnoho obdivovatelů po celém světě. Mechanické části převzal z vozů koncernu BMC, hlavně vozů Morris Minor a Austin A35. Pod kapotou, která se při otvírání odklopila celá i se světlomety ukrývala řadový čtyřválec s výkonem 43 koní. Úctu zasluhovala i maximální rychlost 135 km/h a spotřeba 6,5 l/100 km. Na základě původního modelu vzniklo mnoho variant. Poslední z počátku sedmdesátých let měla vyšší úroveň luxusu a výkonu. Vznikl i model anglické automobilky MG pod názvem Midget. Tato pozdější provedení nikdy nepřekonala původní kultovní vůz.

## Parametry
- Motor: řadový čtyřválec
- Výkon: 43 koní
- Max. rychlost: 135 km/h
- Objem: 948 cm3
- Převodovka: 4stupňová mechanická
- Počet vyr. vozů: 38 999